# ایندین هیلز ریوربند، ویچیتا، کانزاس
ایندین هیلز ریوربند (به انگلیسی: Indian Hills Riverbend) یک منطقهٔ مسکونی در ایالات متحده آمریکا است که در سجویک، کانزاس واقع شده‌است. ایندین هیلز ریوربند ۲٬۴۰۸ نفر جمعیت دارد و ۳۹۹٫۹ متر بالاتر از سطح دریا واقع شده‌است.